# Jane Darwell
Jane Darwell (Patti Woodward: Palmyra, de Misuri, 15 de octubre de 1879-Los Ángeles, 13 de agosto de 1967) fue una actriz estadounidense de cine y teatro ganadora de un Óscar.
Uno de sus papeles más conocidos fue en la película Mary Poppins, en la que encarnó a una señora que daba de comer a las palomas. Pero sobre todo destacó por su actuación en Las uvas de la ira como Ma Joad, la madre del protagonista Tom (Henry Fonda). Este papel le valió el Óscar a la mejor actriz de reparto.
Murió en 1967 de un infarto agudo de miocardio cuando contaba con 87 años.

## Premios y distinciones
Premios Óscar
| Año  | Categoría               | Película           | Resultado |
| ---- | ----------------------- | ------------------ | --------- |
| 1941 | Mejor actriz de reparto | Las uvas de la ira | Ganadora  |